# Циплухін Іван Олександрович
Іван Олександрович Циплухін (1887, село Арженка Тамбовсбкої губернії, тепер Російська Федерація — ?) — український радянський діяч, голова Мало-Токмацької сільської ради Оріхівського району, секретар Оріхівського районного комітету КП(б)У Дніпропетровської (тепер — Запорізької) області. Депутат Верховної Ради СРСР 1-го скликання.

## Життєпис
Народився в родині робітника суконної фабрики. Освіта початкова.
З 1900 року — робітник суконної фабрики в Тамбовській губернії, слуга в будинку багатія Асєєва. З 1904 року навчався на кухаря в Москві. З 1908 року — робітник текстильної фабрики міста Москви. У 1918 році — ремонтний робітник Рязано-Уральської залізниці.
З 1918 до 1922 року служив червоноармійцем 10-ї армії РСЧА, учасник Громадянської війни в Росії.
Член РКП(б) з 1920 року.
З 1922 року працював на будівництві нових і відновленні зруйнованих залізничних мостів. З 1924 року — голова місцевого комітету профспілки Південної залізниці в місті Полтаві. З 1927 року — комірник на залізниці в місті Харкові.
У 1930—1932 роках — завідувач відділу постачання і збуту Дніпроелектрокомбінату в місті Запоріжжі.
З 1932 року — секретар партійного комітету радгоспу «Вербове», інструктор Оріхівського районного комітету КП(б)У Дніпропетровської (тепер — Запорізької) області.
З березня 1935 року — голова Мало-Токмацької сільської ради Оріхівського району Дніпропетровської (тепер — Запорізької) області.
З 1938 року — 1-й секретар Оріхівського районного комітету КП(б)У Дніпропетровської (тепер — Запорізької) області.
З лютого 1945 року — завідувач відділу із державного забезпечення та побутового облаштування родин військовослужбовців виконавчого комітету Запорізької обласної ради депутатів трудящих.